# Immunanalys
Immunanalys är ett samlingsbegrepp för flera olika laboratorietekniker för att mäta eller påvisa ett ämne med hjälp av immunologiska metoder. Några exempel på immunanalyser är enzymkopplad immunadsorberande analys (ELISA), Radioimmunologisk analys (RIA) och Western blot.
Immunoassays finns i många olika format och variationer. Immunanalyser kan köras i flera steg med reagens som tillsätts och tvättas bort eller separeras vid olika punkter i analysen. Flerstegsanalyser kallas ofta separationsimmunanalyser eller heterogena immunanalyser. Vissa immunanalyser kan utföras helt enkelt genom att blanda reagensen och provet och göra en fysisk mätning. Sådana analyser kallas homogena immunanalyser, eller mindre ofta icke-separationsimmunanalyser.
Användningen av en kalibrator används ofta i immunanalyser. Kalibratorer är lösningar som är kända för att innehålla analyten i fråga, och koncentrationen av denna analyt är allmänt känd. Jämförelse av analysens svar på ett verkligt prov mot analysens svar producerat av kalibratorerna gör det möjligt att tolka signalstyrkan i termer av närvaron eller koncentrationen av analyten i provet.

## Princip
Immunanalyser förlitar sig på en antikropps förmåga att känna igen och binda en specifik makromolekyl i vad som kan vara en komplex blandning av makromolekyler. I immunologi kallas den speciella makromolekyl som är bunden av en antikropp som ett antigen och området på ett antigen till vilket antikroppen binder kallas en epitop.
I vissa fall kan en immunanalys använda ett antigen för att detektera närvaron av antikroppar, som känner igen det antigenet, i en lösning. Med andra ord, i vissa immunanalyser kan analyten vara en antikropp snarare än ett antigen.
Förutom bindningen av en antikropp till dess antigen är det andra nyckelfunktionen i alla immunanalyser ett medel för att producera en mätbar signal som svar på bindningen. De flesta, men inte alla, immunanalyser involverar kemiskt bindande antikroppar eller antigener med någon form av detekterbar märkning. Ett stort antal etiketter finns i moderna immunanalyser, och de möjliggör upptäckt på olika sätt. Många etiketter är detekterbara eftersom de antingen avger strålning, ger en färgförändring i en lösning, fluorescerar under ljus eller kan induceras att avge ljus.